# Myurium pseudorufescens
Myurium pseudorufescens là một loài Rêu trong họ Myuriaceae. Loài này được (Hampe) Maschke mô tả khoa học đầu tiên năm 1976.